# Leafpad
리프패드(Leafpad) 또는 잎사귀메모장은 GPL 라이센스로 작성된 무료 소프트웨어이다. 약 100kb의 초소형 용량의 단순한 GUI 텍스트 편집기이다. 저전력 PC를 지향하는 LXDE의 기본 텍스트 편집기로 탑재된 이후로 루분투, 주분투 뿐만 아니라 대부분의 리눅스 버전에서 사용되고 있다.

## 같이 보기
- gedit
- GNU 나노